# 233707 Alfons
233707 Alfons este un asteroid din centura principală de asteroizi.

## Descriere
233707 Alfons este un asteroid din centura principală de asteroizi. A fost descoperit pe 26 septembrie 2008 la Wildberg de Rolf Apitzsch. Asteroidul prezintă o orbită caracterizată de o semiaxă mare de 2,40 ua, o excentricitate de 0,08 și o înclinație de 10,1° în raport cu ecliptica.